# Leoon van Sparta
Leoon (Grieks: Λέων, "leeuw") was koning van Sparta van 590 tot 560 v.Chr. Hij was de veertiende koning van de Agiaden.
Hij was de zoon van Eurycratides en net als zijn vader werd hij beschreven in het zevende boek van Historiën van de Griekse geschiedschrijver Herodotus. Die schrijft dat Koning Leoon, net als zijn vader, vocht tegen de Griekse polis Tegea, om hen te onderwerpen. Het zou zijn zoon en opvolger Anaxandridas II zijn die er uiteindelijk in zou slagen om in 554 v.Chr. Tegea te verslaan.